# 卡宁·普特玛南
卡宁·普特玛南（羅馬化：Kanin Puttamanunt，1988年3月30日—），本名为科姆山·阿伦朗萨瓦特（羅馬化：Khomsan Arunrueangsawat），昵称Don，又名Kan，泰國著名男演員，身高181厘米。前泰国第3电视台旗下男演员，现为泰国第7电视台旗下男演员。代表作有《不情愿的新娘》、《从敌人的心》、《亲爱的战士》等。

## 影视作品

### 短剧
- 2012—2014年：《法有眼》
- 2015年：《เรื่องเด็ด 7 ย่านน้ำ แบงค์ ตอน ผีผงพราย》